# چنگ کونگ-کلاس ناوچه
چنگ کونگ-کلاس ناوچه (به انگلیسی: Cheng Kung-class frigate) یک کلاس از کشتی است که طول آن ۴۵۳ فوت (۱۳۸ متر) می‌باشد.